# George Townshend, 1. Marquess Townshend

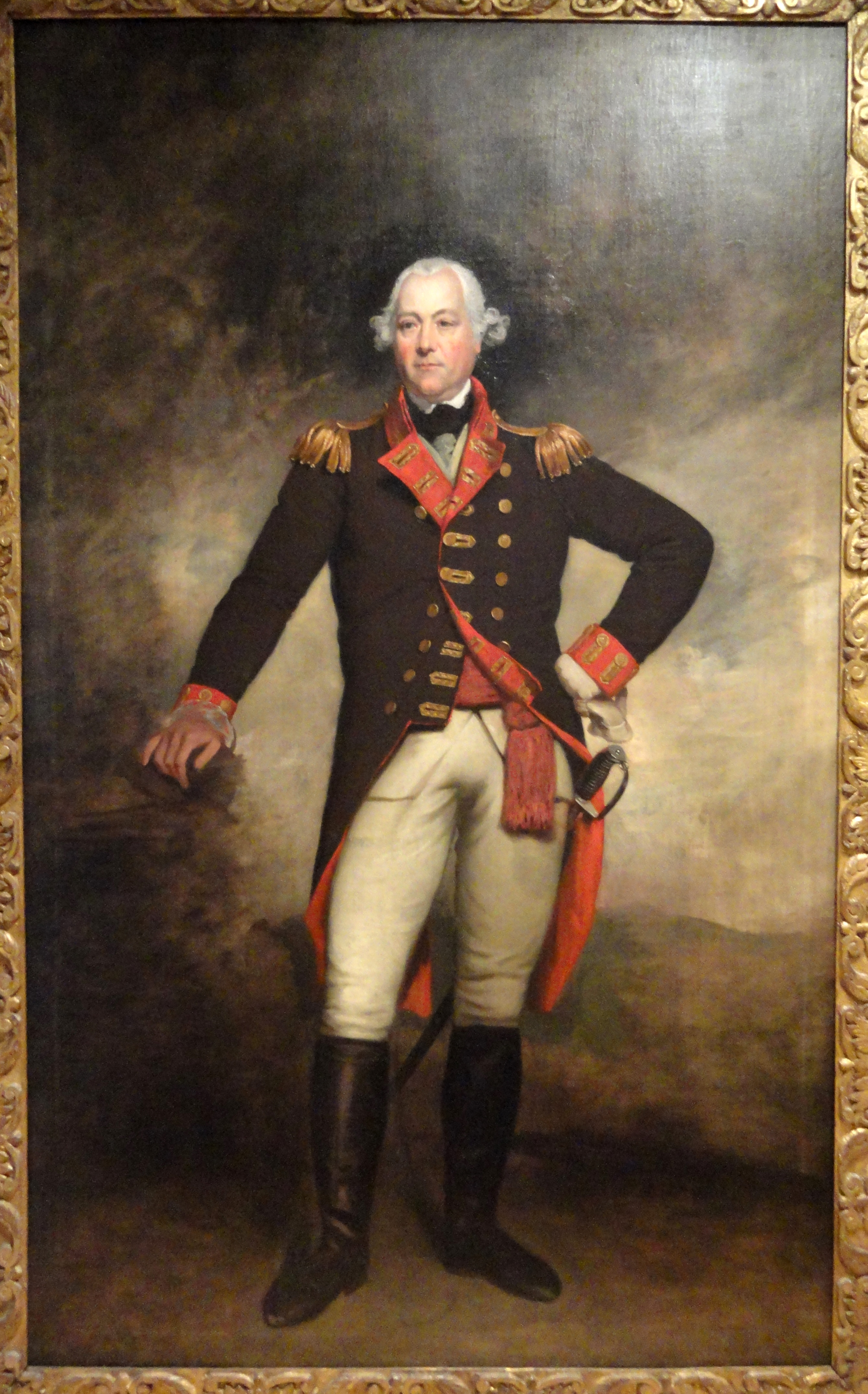
George Townshend, 1. Marquess Townshend

George Townshend, 1. Marquess Townshend, PC (* 28. Februar 1724; † 14. September 1807) war ein britischer Adliger und Offizier, der den Rang Generalfeldmarschalls erreichte.

## Frühe Jahre
George Townshend war der Sohn von Charles Townshend, 3. Viscount Townshend und von dessen Ehefrau Audrey Ethelreda Harrison. Sein jüngerer Bruder war Charles Townshend, später ein prominenter britischer Politiker. Townshend studierte am St. John’s College in Cambridge.

## Militärische Laufbahn
1745 trat George Townshend als Offizier in die 7th Queen's Own Hussars ein. Während des Jakobitenaufstands im selben Jahr kämpfte er in der Schlacht bei Culloden und während des Österreichischen Erbfolgekriegs 1747 in der Schlacht bei Lauffeldt.
Unter General James Wolfe diente Townshend als Brigadier in Québec in Kanada. Nachdem dieser gefallen und sein Stellvertreter Robert Monckton verwundet worden war, übernahm er während der Belagerung der Stadt das Kommando über die britischen Truppen. Die Stadt ergab sich am 18. September 1759. Zuvor hatte er allerdings aus seiner Geringschätzung für Wolfe kein Geheimnis gemacht, und eine Zeichnung von diesem angefertigt, die als Kanadas erster Cartoon gilt. Aus diesem Grunde wurde er bei seiner Rückkehr nach Großbritannien scharf kritisiert, da Wolfe als Held galt. Trotzdem wurde er 1761 zum Generalmajor befördert und kämpfte im selben Jahre während des Siebenjährigen Krieges in der Schlacht bei Vellinghausen. 1762 übernahm er im Rang eines Generalleutnants das Kommando einer Division der englisch-portugiesischen Armee, die gegen eine spanische Invasion kämpfte.
Beim Tod seines Vaters erbte er 1764 dessen Adelstitel als 4. Viscount Townshend und wurde dadurch Mitglied des House of Lords.
Von 1767 bis 1772 diente Townshend als Lord Lieutenant of Ireland. 1779 begann der Gouverneur von Neufundland, Richard Edwards, mit dem Bau eines Forts, das nach Townshend benannt wurde. der von 1772 bis 1782 und von 1783 bis 1784 das Amt des Master-General of the Ordnance innehatte und damit für den Bau von Befestigungsanlagen verantwortlich war. In dem Fort befand sich auch die Regierungsverwaltung von Neufundland und Labrador. 1782 wurde Townshend zum General befördert und am 31. Oktober 1787 zum Marquess Townshend, of Raynham in the County of Norfolk, erhoben. 1796 wurde er Feldmarschall und bekleidete bis 1806 das Amt des Gouverneurs von Jersey.

## Persönliches und Familie

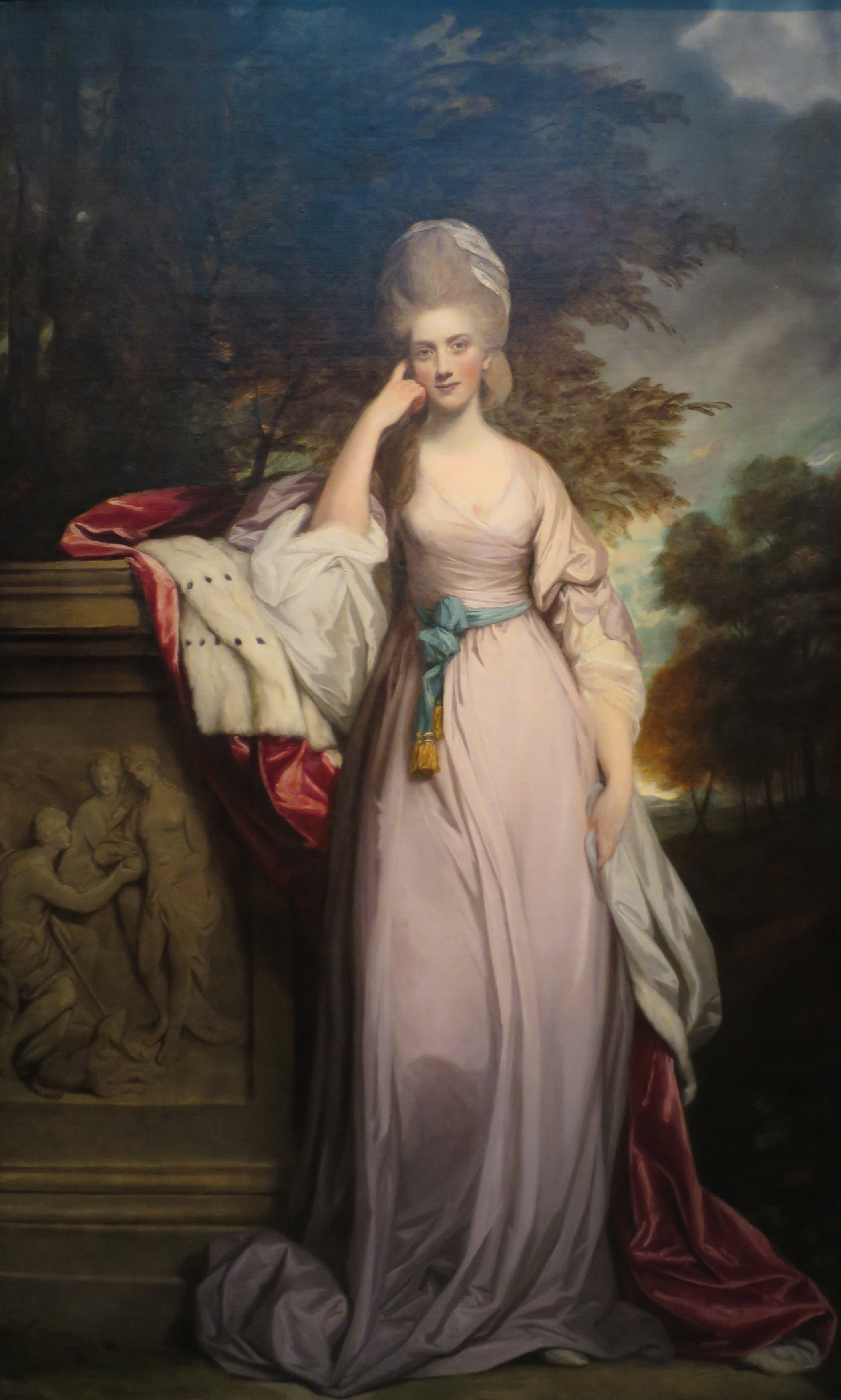
Anne Montgomery, die zweite Ehefrau von Townshend, gemalt von Joshua Reynolds

Am 2. Februar 1773 lieferte sich George Townshend ein Duell mit Charles Coote, 1. Earl of Bellomont, bei dem er den Earl mit einer Kugel schwer an der Leiste verletzte.
Im Mai 1796 ereignete sich eine Familientragödie: Sein Sohn Charles Townsend, der just zum Parlamentsabgeordneten gewählt worden war, reiste mit seinem Bruder Frederick, einem Geistlichen, gemeinsam in einer Kutsche nach London. Während dieser Fahrt tötete Frederick Townshend aus unerklärlichen Gründen seinen Bruder Charles mit einem Schuss in den Kopf. Er wurde für unzurechnungsfähig erklärt.
George Townshend war zweimal verheiratet. Seiner ersten Ehe mit Charlotte Compton, 15. Baroness Ferrers of Chartley, entstammten acht Kinder, von denen fünf das Erwachsenenalter erreichten:
- George Townshend, 2. Marquess Townshend (1755–1811)
- Lord John Townshend (1757–1833)
- Lady Elizabeth Townshend († 1811)
- Rev. Lord Frederick Patrick Townshend (1767–1836)
- Lord Charles Patrick Thomas Townshend (1769–1796)

Drei Jahre nach dem Tod seiner ersten Frau im Jahr 1770 heiratete Townshend Anne Montgomery, die von 1795 bis 1820 Mistress of the Robes von Caroline, der Princess of Wales, war. Sie hatten sechs Kinder:
- Lord William Townshend (1778–1794)
- Lord James Townshend (1785–1842)
- Lady Anne Townshend († 1826)
- Lady Charlotte Townshend (1776–1856), ⚭ George Osborne, 6. Duke of Leeds
- Lady Honoria Townshend (1777–1826)
- Lady Henrietta Townshend († 1848)